# لینویل (کارولینای شمالی)
لینویل (به انگلیسی: Linville) یک منطقهٔ مسکونی در ایالات متحده آمریکا است که در شهرستان آوری، کارولینای شمالی واقع شده‌است. لینویل ۱٬۱۱۷ متر بالاتر از سطح دریا واقع شده‌است.